# Achmore (Lewis and Harris)
Achmore, schottisch-gälisch Acha Mòr, ist eine Siedlung auf der schottischen Hebrideninsel Lewis and Harris.

## Lage
Die Ortschaft liegt im Zentrum von Lewis an der A858. Durch Achmore verlaufen kleine Bäche, welche den umliegenden Seen Loch Acha Mòr und Loch na Gainmhich zufließen. Die nächstgelegenen Ortschaften sind Leurbost fünf Kilometer südöstlich und Garrynahine acht Kilometer nordwestlich, während sich die Inselhauptstadt Stornoway rund zwölf Kilometer nordöstlich befindet. Obschon im eher flachen Lewis gelegen, erhebt sich nördlich von Achmore der 223 Meter hohe Eitshal.

## Geschichte
In der Umgebung von Achmore finden sich Spuren historischer Besiedlung. Hierzu zählt der stein- oder bronzezeitliche Steinkreis von Achmore, der in Verbindung zum Callanish-Komplex steht. In seiner Nähe befindet sich eine weitere, kleinere Megalithstruktur. Ein Stehender Stein nördlich der Ortschaft weist eine Höhe von 95 cm auf. In Achmore wurde Torf abgebaut. Das Gebäude der Achmore School ist heute denkmalgeschützt.
1961 lebten 158 Personen in Achmore. Bis 1971 war die Einwohnerzahl auf 121 gesunken.